# Данијела Крин
Данијела Крин (Ној Калис, Источна Немачка, 1975) је савремена немачка књижевница.

## Биографија
Данијела Крин је рођена 1975. године у Ној Калису, у тадашњој Источној Немачкој. Студирала је комуникологију, медије и културологију у Лајпцигу. Од 2010. године је слободни писац.
Први роман Irgendwann werden wir uns alles erzählen (Једног дана ћемо све рећи једном другом) је објавила 2011. године. Роман је освојио награду „Junger Literaturpreis“, а потом и преведен на 18 језика. Крин је добитница многих књижевних награда међу којима су „Nicolas Born Debütpreis“ 2015. за књигу прича Muldental и Књижевну награду Саксоније 2020. године.
Године 2019. је објавила други роман Љубав у случају опасности (Die Liebe im Ernstfall), 2021. године и трећи роман Пожар (Der Brand). Роман Љубав у случају опасности је освојио немачку читалачку публику и скоро годину дана по објављивању је био у врху листе немачких бестсера.
Данијела Крин тренутно живи у Лајпцигу са своје две ћерке.

## Награде и признања
Значајније књижевне награде:
- 2011 - награда „Junger Literaturpreis“ за роман Irgendwann werden wir uns alles erzählen
- 2015 – награда „Nicolas Born Debütpreis“ за књигу прича Muldental
- 2020 - Књижевна награда Саксоније за предходна прозна дела
- 2020 - Роман Љубав у случају опасности је ушао у ужи избор за књижевну награду "Text & Sprache" Немачке групе за пословну културу.

## Дела
- Irgendwann werden wir uns alles erzählen (Једног дана ћемо све рећи једном другом) - роман (2011)
- Muldental - приче (2014)
- Die Liebe im Ernstfall (Љубав у случају опасности)  - роман(2019)
- Der Brand (Пожар) - роман (2021)